# Rose Modesto
Rose Modesto (20 de febrero de 1978, Fátima do Sul) es una política y docente brasileña, actualmente cumple su primer mandato como diputada federal de Mato Grosso do Sul, anteriormente fue Vicegobernadora de Mato Grosso del Sur de enero de 2015 a enero de 2019 en el gobierno de Reinaldo Azambuja. 
Fue entre enero de 2015 y abril de 2016 Secretario de Derechos Humanos, Asistencia Social y Trabajo de Mato Grosso del Sur durante el gobierno de Reinaldo Azambuja.
En 1999, inició un curso de pregrado en historia en la Universidad Católica Dom Bosco. Después de completar su graduación, comenzó a enseñar en las escuelas públicas de Campo Grande.

## Concejal (2008)
En 2008, fue elegida concejala de Campo Grande con 7.536 votos (1,87%). En 2012 fue reelegida con 10.813 votos (2,50%), siendo la segunda más votada.

## Elecciones en 2014
El 26 de junio de 2014 se anunció que Rose sería candidata a vicegobernadora en las elecciones estatales de ese año de la coalición "Novo Tempo", encabezada por Reinaldo Azambuja, también del PSDB . La coalición contó con el apoyo de seis partidos y tuvo la segunda mayor cantidad de tiempo en televisión. El 6 de octubre, Reinaldo y Rose se clasificaron para la segunda vuelta con el 39,09% de los votos válidos. El 26 de octubre resultaron electos con 741.516 votos, equivalente al 55,34% de los votos válidos.

## Vicegobernadora de Mato Grosso do Sul (2015)

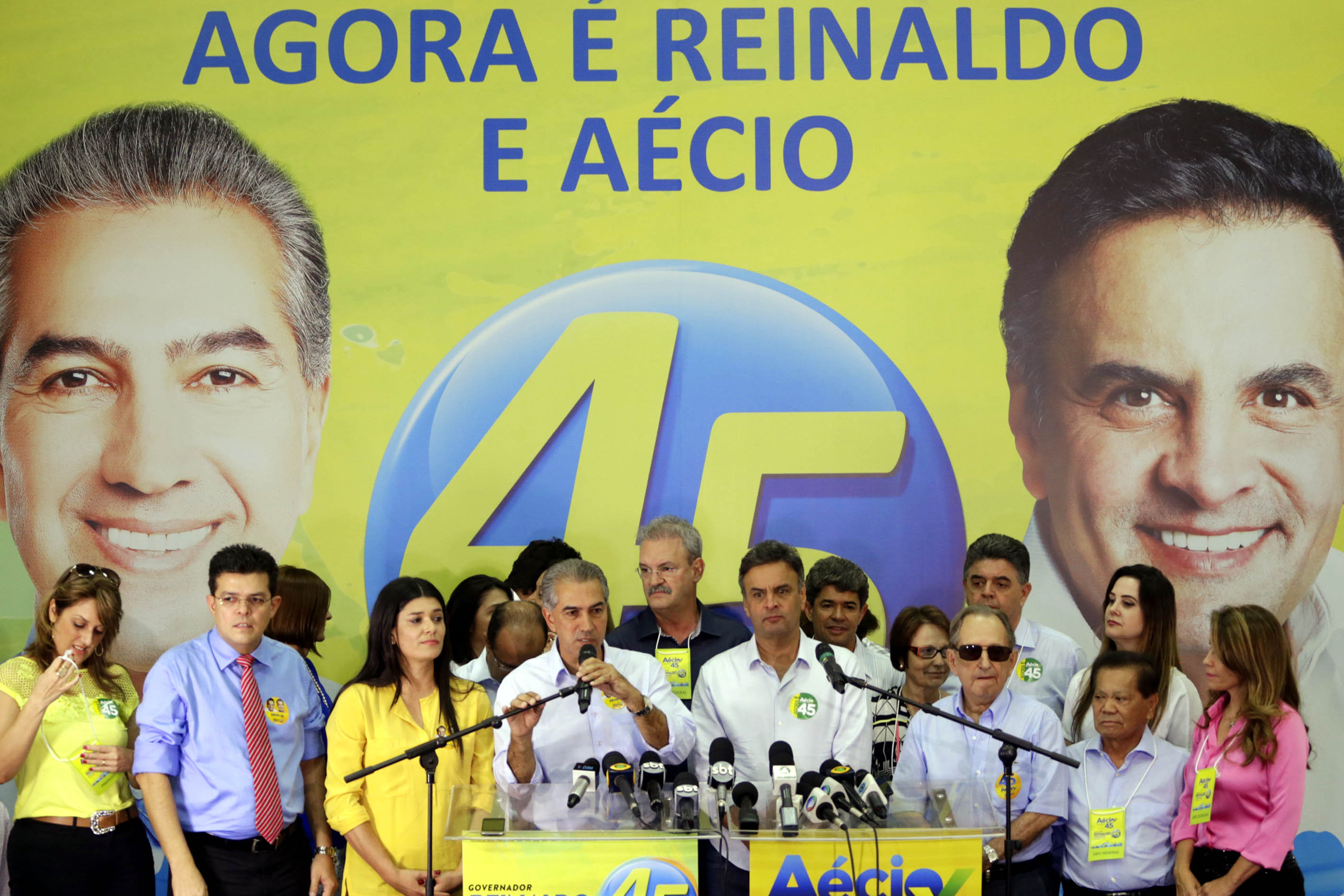

El 1 de enero de 2015, asumió como vicegobernadora de Mato Grosso do Sul, en sustitución de Simone Tebet. Además de sus funciones de vicegobernadora, también fue nombrada secretaria de Estado de Derechos Humanos, Asistencia Social y Trabajo, dejando el cargo en abril de 2016 para postularse a la candidatura del partido a la alcaldía de Campo Grande.
Se oficializó como precandidata en abril y se formalizó como candidata en julio, con el empresario y director superintendente del Servicio Brasileño de Apoyo a las Micro y Pequeñas Empresas en Mato Grosso do Sul (Sebrae-MS) como vice en la boleta . Ambos clasificaron a la segunda vuelta con el 26,62% de los votos válidos, pero fueron derrotados por una diferencia de 72.216 votos.

## Cámara de Diputados (2018)

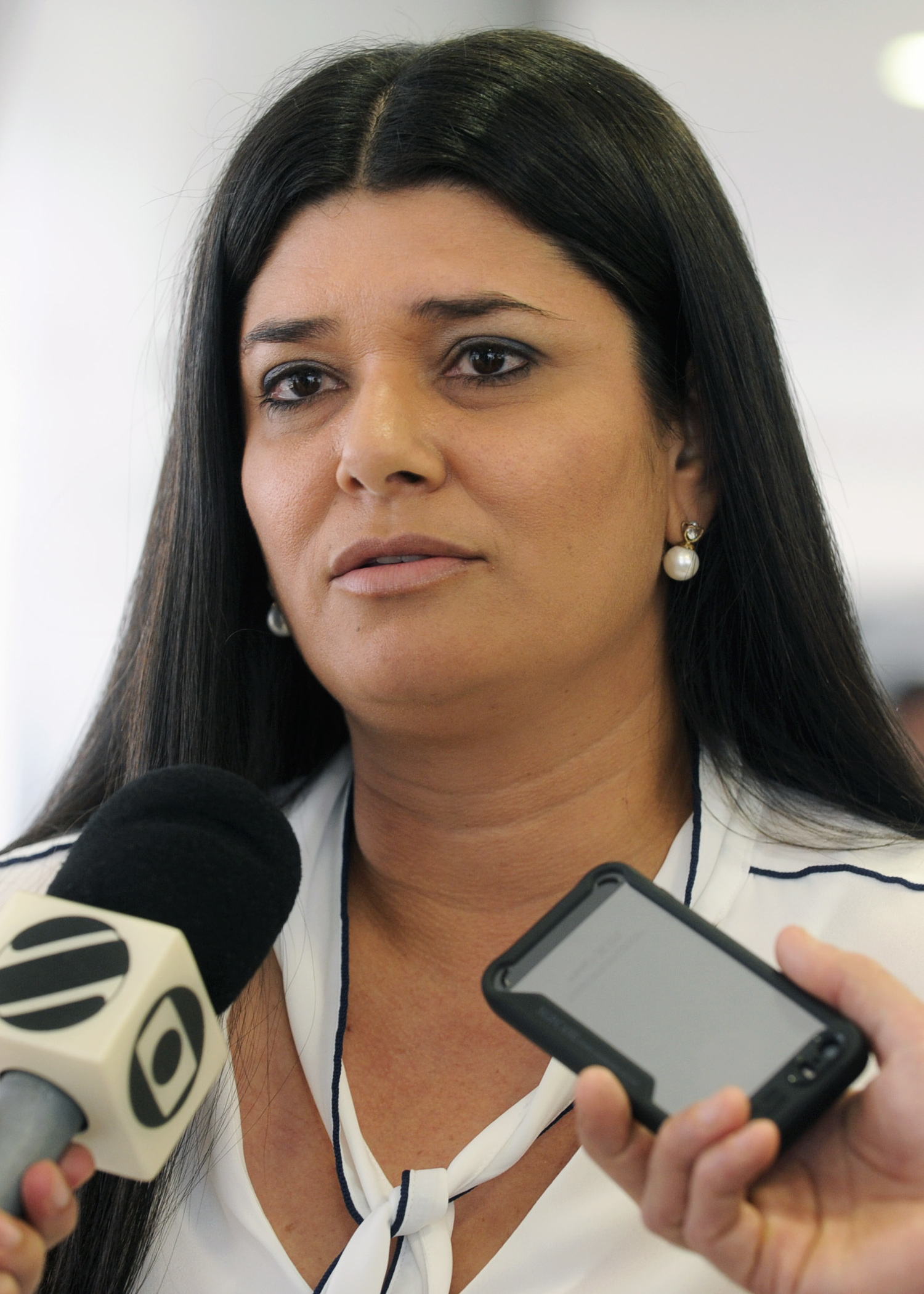
Rosa Modesto en 2018

En 2018, declaró que no se postularía para la reelección como vicegobernadora. En agosto fue nominada por el partido para postularse a un escaño en la Cámara de Diputados, siendo elegida con 120.901 votos, la mayor votación proporcional.

## Elecciones en 2022
En las elecciones de 2022, Rose se postuló para gobernadora de Mato Grosso do Sul por União Brasil (UNIÃO). Con las encuestas sumadas, obtuvo 178.599 votos, ubicándose 4° y fuera de la segunda vuelta disputada por Renan Contar (PRTB) y Eduardo Riedel (PSDB).

## Controversias, denuncias y demandas
En mayo de 2016, el Fiscal General de Justicia del Estado, Paulo Passos, solicitó a la Corte de Justicia abrir una investigación contra el vicegobernador en el marco de la Operación Coffee Break, que investiga un supuesto esquema de corrupción en el proceso de juicio político de Alcides Bernal como alcalde de Campo Grande. en 2014. En ese momento, Rose era concejala y votó por la revocación del mandato del alcalde, justificando que su voto había sido técnico y basado en datos de la Comisión de Tramitación. Sobre el procedimiento presentado por Passos, declaró: “En ningún momento mi voto estuvo condicionado a ningún tipo de beneficio, ya sea de cargo o de recursos económicos”.
En julio de 2016, el fiscal general del estado solicitó la ruptura del secreto bancario y fiscal del vicegobernador. Ella negó haber hecho públicos los datos y sus certificados negativos se pusieron a disposición en el sitio web de la campaña; En agosto, al registrar su candidatura a la alcaldía de Campo Grande, Rose dijo que no sabía cuánto declaraba en bienes y afirmó que ganaba poco. Según el Portal de Transparencia, el vicegobernador tiene salario de R$ 24.376,89, recibiendo un valor neto de R$ 18.170,67.